# Cueva de San Miguel
Die Cueva de San Miguel ist eine Karsthöhle nördlich des Ortes Viñales in der kubanischen Provinz Pinar del Río und kleiner als die ca. 2 km nördlich gelegene touristisch stärker erschlossene Cueva del Indio. Im Eingangsbereich der Höhle befindet sich ein Restaurant mit Bar.
Folgt man vom Parkplatz der Höhle der Straße in Richtung Viñales kann man nach ca. 200 m eine beeindruckende überhängende Steilwand mit Stalaktiten bewundern.